# Nyhetsmorgon
Nyhetsmorgon är TV4 Medias TV-morgonprogram i TV4 och via TV4 Play. Programmet var vid starten 1992 det första dagliga morgonprogrammet i svensk tv. Nyhetsmorgon har hämtat inspiration från amerikanska NBC:s The Today Show, som var världens första morgonprogram på TV när det började sändas i januari 1952. Nyhetsmorgon är Sveriges största morgonprogram med över fem miljoner tittare i veckan och 1300 timmar sändningstid om året. Konkurrenter i genren var 1993 – 25 augusti 2017 Gomorron Sverige och från 28 augusti 2017 Morgonstudion, båda i SVT1.

## Historik
Nyhetsmorgon hade premiär den 14 september 1992 och kallades då för "Gomorron". Programledare var Bengt Magnusson och Malou von Sivers. Ett återkommande inslag under tidiga år var att Jonas Wahlström tog med djur från Skansen till studion. Under flera år hade programmet inte någon särskild nyhetsuppläsare; det var samma personer som läste nyheter och satt i morgonsoffan. Från början sände programmet bara två timmar på vardagsmorgnar med start kl 06:28. Sändningstiden kom under 1990-talet att utökas och programmet började en minut i sex för att sluta en allt längre bit efter nio. Några år efter sändningsstart inleddes lokala sändningar kring halvslagen.
Den 2 september 1994 bytte programmet namn till Nyhetsmorgon.
Under 2000-talet inleddes helgsändningar. Först startade Nyhetsmorgon lördag med Lasse Bengtsson. Den 10 oktober 2004 inleddes söndagssändningar under namnet Söndagmorgon med Pia Conde som programledare som sändes från samma studio men med annan dekor. År 2005 bytte söndagsprogrammet namn och programledare till Nyhetsmorgon Söndag respektive Tilde de Paula Eby.
År 2006 utökades sändningarna ytterligare. En dryg halvtimme med lokala "frukostbord" lades till den 2 januari, vilket flyttade fram programmets sluttid till 10.00. Dessutom tidigarelades starttiden med nio minuter till tio minuter i sex. Samtliga TV4-regioner samsänder programmet med någon annat lokalstation, undantaget TV4 Mitt och TV4 Stockholm som har egna frukostbord. Från och med våren 2006 sänder Nyhetsmorgon årets alla dagar.
I april 2006 startades programmet Nyhetsmorgon efter tio, senare bara Efter tio, med Malou von Sivers som programledare. Det sändes direkt efter Nyhetsmorgon under vardagar fram till klockan 12 och var en satsning från TV4-gruppen att konkurrera med Oprah Winfrey Show genom att porträttera kända och aktuella gäster ur ett humanistiskt perspektiv.[källa behövs] 16 april 2007 fick Nyhetsmorgon en ansiktslyftning med ny dekor, vinjett och grafik som istället för den tidigare varmgula färgen nu kom att gå i strikt vitt, grått, svart och gult. Programmet började också sändas i widescreenformat. Den 1 februari 2008 upphörde TV4-gruppens förpliktigande vad gällde lokala sändningar i TV4 varför de lokala morgonsofforna sändes för sista gången den 30 maj.  Den 19 februari 2011 sändes för första gången delar av programmet i TV4 Plus.
Sedan hösten 2010 är programmet mycket integrerat med tittarna genom Twitter och Facebook, efter 19 april 2011 tar även programmet inte paus för reklam om man ser på webben.
Programmets utsågs av Vetenskap och Folkbildning till Årets Förvillare 2014 för att vid ett flertal tillfällen släppt igenom pseudovetenskapliga och falska påståenden inom bland annat psykologi, psykiatri och medicin. Utmärkelsen motiverades med att programmet i andra sammanhang har sänt informativa reportage med kunniga experter, varför tittarna kan missledas att tro att även de pseudovetenskapliga inslagen vilar på vetenskaplig grund.
Efter att Efter tio lades ner i maj 2022 meddelades dess tablåtid skulle tas över av Nyhetsmorgon, som därmed förlängdes med två timmar till klockan tolv. Förändringen skulle genomföras till hösten 2022.

## Format
Nyhetsmorgon har hämtat inspiration från amerikanska NBC:s The Today Show, som var världens första morgonprogram på TV och fortfarande sänds. The Today Show sändes första gången i januari 1952 och har sedan dess varit stilbildande för tv-bolag världen över. I Sverige har TV4-Gruppen respektive SVT gjort egna versioner av Today Shows koncept i form av programmen Nyhetsmorgon och Gomorron Sverige.
På vardagar sänder Nyhetsmorgon TV4 Nyheterna varje hel- och halvtimme, på helgerna varje helslag. Mellan nyhetsuppdateringarna visas olika inslag och intervjuer. Programmet använde länge soffor ("morgonsoffan") med ett lågt bord i studion, men år 2005 byttes soffan ut mot ett "frukostbord". Vid frukostbordet sker bland annat intervjuer och debatter kring aktuella frågor. Andra inslag under veckan är recensioner, vintips samt telefonväkteri. Varje vardag visar man även ett fem minuter långt matprogram, Middagstipset. Varje dag skrapar man också trisslotter och visar travsändningar. Det är också vanligt att artister besöker studion och spelar musik. Under en period var del av sändningen lokal, då man sände från de lokala stationerna inom det egna bolaget TV4 Sverige. Tidigare sände också Lattjo Lajban varje vardagsmorgon.
På helgerna är formatet annorlunda och innehåller längre intervjuer och inslag. Programmet sänds från kl 05.45 till 12.00 på vardagar, och kl 07.55 till 12.00 på lördagar och söndagar. Tidigare började Nyhetsmorgon 08.58 på lördag och söndagar. Vid storhelger och mellandagar förekommer ibland andra sändningstider.
Ibland flyttas programmet från studion. Under sommaren och vid bra väder kan sändningen flyttas utomhus. Inför riksdagsvalet 1998 turnerade Nyhetsmorgon  runt Sverige i ett särskilt "valtåg". År 2002 hade tåget bytts ut mot en "valbåt". Inför presidentvalet i USA 1997 sändes Nyhetsmorgon direkt från en restaurang i New York, USA. Efter Tsunamin 2004/2005 sändes delar av programmet direkt från Phuket, Thailand. Inför valet 2010 flyttades sändningarna igen, denna gång genom en "valbuss".

## Lokala sändningar
För dem som ser TV4 via marknätet visas det lokala program som sänds från den mast som man tar emot sändningen från. Det innebär till exempel att en person eller TV-föreningar som riktar sin antenn mot masten i Norrköping får se TV 4 Öst. Tittare som har analog och digital Kabel-TV från Com Hem samt Telia och Tele2Vision får alltid se den lokala sändning som är aktuell för där de vistas. De som istället ser via satellit eller annan digital kabel-tv ser alltid TV4 Stockholm, på grund av tekniska och ekonomiska orsaker; detta har kritiserats.

## Programledare (2022)
- Steffo Törnquist
- Jenny Strömstedt 2005
- Jenny Alversjö
- Maria Forsblom 2013
- Soraya Lavasani
- Anders Pihlblad
- Rania Shemoun Olsson 2022
- Thomas Ritter 2022
- Martin Järborg
- Sofia Geite

### Tidigare
- Bengt Magnusson (ursprunglig programledare)
- Malou von Sivers (ursprunglig programledare)
- Anders Kraft 2004-2012
- Johan Macéus
- Kristian Luuk (vikarie en sommarvecka 2004)
- Bosse Lindwall
- Ulrika Nilsson (var från början väderpresentatör)
- Linda Nyberg 2008-2010
- Jonas Gummesson
- Henrik Johnsson 2004-2012
- Lasse Bengtsson
- Jessica Almenäs
- Andreas Odén
- Lena Friblick
- Anders Pihlblad
- Per Nyberg
- Kristin Kaspersen
- Kattis Ahlström
- Lennart Ekdal
- Annika Hagström
- Peter Jihde 2012-2018
- Lennart Persson 1998-2001
- Bella Goldmann
- Rickard Olsson 2003-2004
- Elisif Elvinsdotter
- Thabo Motsieloa
- Elisabeth Frerot Södergren
- Suzanne Sjögren
- Staffan Dopping 1999-2000
- Anna Lindmarker
- Lisa Rennerstedt
- Nora Strandberg
- Tilde de Paula Eby 2001-2018

## Källhänvisningar
1. ↑  Om Nyhetsmorgon Arkiverad 30 januari 2009 hämtat från the Wayback Machine.
2. ↑  ”TV4 Riks 1992-09-14”. Svensk mediedatabas. 14 september 1992. https://smdb.kb.se/catalog/id/001761790. Läst 19 februari 2017.
3. ↑  ”TV4 Riks 1994-09-02”. Svensk mediedatabas. 2 september 1994. https://smdb.kb.se/catalog/id/001765892. Läst 19 februari 2017.
4. ↑  ”TV4 riks 2004-10-10”. Svensk meidedatabas. 10 oktober 2004. https://smdb.kb.se/catalog/id/003527350. Läst 19 februari 2017.
5. ↑  Anders Björkman: I morse lade TV4-Gruppen ner lokala Nyhetsmorgon Arkiverad 31 maj 2008 hämtat från the Wayback Machine., Expressen, 30 maj 2008
6. 1 2  ”Årets folkbildare och Årets förvillare 2014”. Vetenskap och Folkbildning. http://www.vof.se/blogg/arets-folkbildare-arets-forvillare-2014/. Läst 5 januari 2015.
7. ↑  Nyhetsmorgon förlänger sändningarna, Göteborgs-Posten, 8 juni 2022
8. ↑  TV.se Tablå. Läst 5 september 2023.
9. ↑  Pettersson, Saga (22 juni 2022). ”TV4 bekräftar: Här är de två nya programledarna i Nyhetsmorgon”. www.femina.se. https://www.femina.se/i-rampljuset/tv4-bekraftar-har-ar-de-tva-nya-programledarna-i-nyhetsmorgon/8579606. Läst 3 januari 2023.